# Selma Giöbel

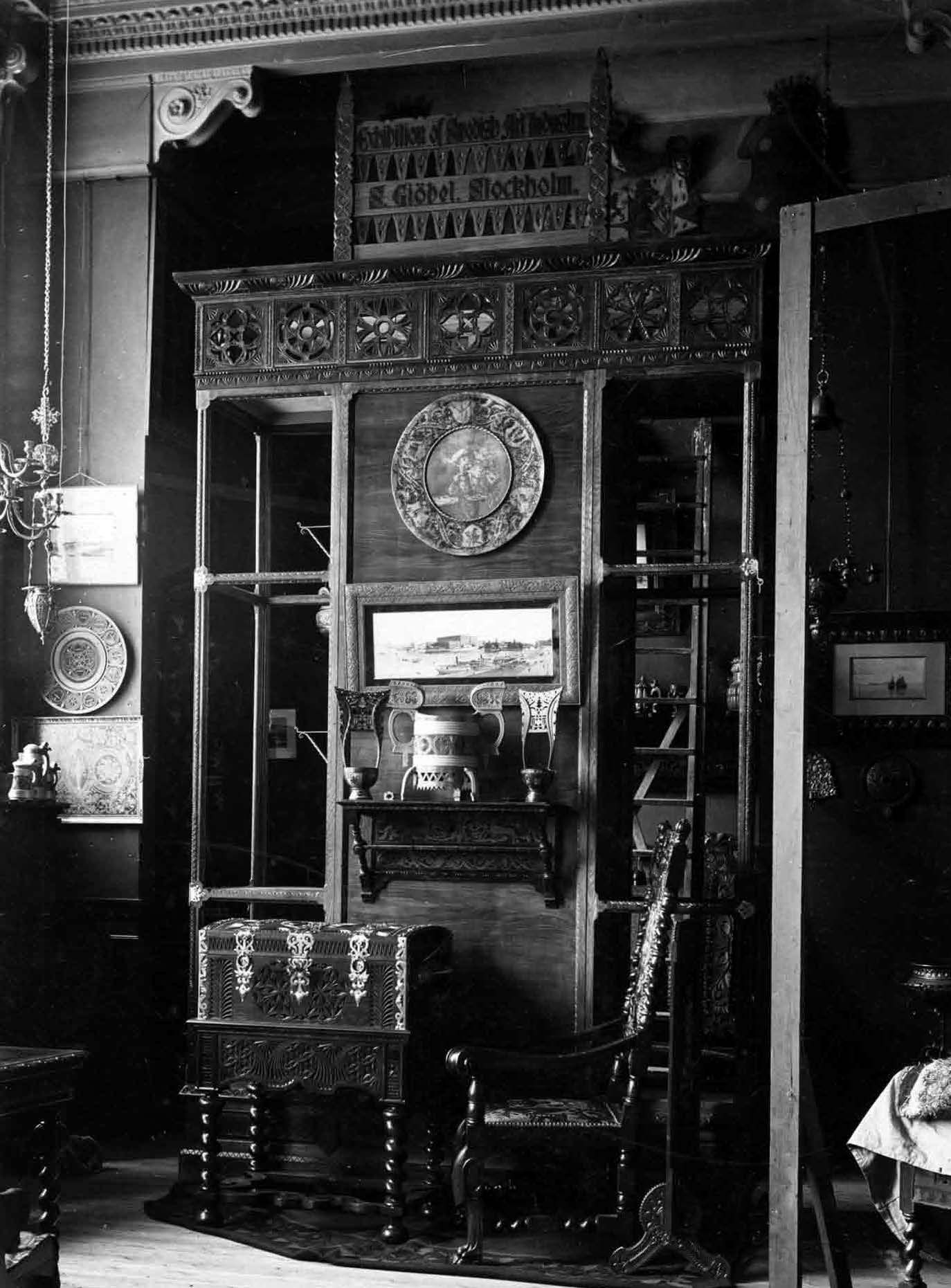
Selma Giöbels monter i Chicago 1893

Selma Levina Giöbel, född den 10 juli 1843 på Mårsäters bruk i Hammars socken i Örebro län, död den 4 april 1925 i Vadstena, var en svensk textilkonstnär. Hon var en av det sena 1800-talets främsta mönsterritare. Giöbel var verksam som träsnidare, skulptör, gravör och textilkonstnär, och komponerade mönster för bland annat tapeter och mattor. Hon var medlem av styrelsen för Handarbetets vänner och ägare och ledare för firman Svensk konstslöjdutställning. 
Selma Giöbel var dotter till brukspatronen Carl Fredrik Giöbel, som bodde på på Uppsala och Mårsäter gårdar, och Lovisa Jansson. Hon var syster till Carl Albert Giöbel och faster till Elsa Giöbel-Oyler. Giöbel kom på 1870-talet till Stockholm, där hon utbildade sig på Slöjdskolan. Redan under utbildningstiden kom hon att intressera sig för träslöjd. Hon studerade vid Tekniska skolan i Stockholm. I slutet av 1870-talet studerade hon i Frankrike, England, Tyskland, Schweiz och Italien, vid South Kensington School of Art i London och i Rom, Florens och Paris. 

## Svensk konstslöjdutställning
Selma Giöbel grundade år 1885 firman Svensk Konstslöjdsutställning, tillsammans med Berta Hübner, för försäljning av träslöjd och konsthantverk. Giöbel var ägare och direktör för firman från 1885 till 1898. 
Svensk konstslöjdutställning uppvisade många grenar av svensk konst och konstindustri, som målningar, träskulptur, drivna mässingsarbeten, järnsmide, stålarbeten, broderier, vävnader, nationella smycken och folkdräkter. Affärsrörelsen växte snart och blev ledande i Stockholm när det gällde svenskt konsthantverk. Stockholmarna omtalade den ofta som ”Giöbels”. Affärsrörelsen hade sina lokaler först i Palmeska huset vid Karl XII:s torg, 1895 vid Norrmalmstorg med filial vid Hamngatan. Därefter flyttade den till Birger Jarlsgatan och slutligen, 1910, till en lokal på Norrlandsgatan 3. Hennes bror Carl Albert Giöbels möbel- och konsthandelsaffär Friggamagasinet låg på Hamngatan 16 alldeles bredvid. 
Giöbel lämnade Svensk konstslöjdsutställning 1898 och bosatte sig i Italien. Affären i Stockholm drevs vidare av Berta Hübner.

## Konstnärskap
Efter Slöjdskolan börja Giöbel som träsnidare. Hon deltog i en rad av de stora industriutställningarna i Sverige och utomlands. Hon deltog bland annat i World´s Columbian Exposition i Chicago 1893, där hon representerade Sverige som kvinnlig egenföretagare, och som representant för Swedish Ladies Comittee, som beskyddades av drottning Sophia.  
Från träslöjd övergick Selmas intresse med tiden mer och mer till textilkonst. Prov på hennes textila konst visades på Stockholmsutställningen 1897. Efter sin flytt till Italien 1898 fortsatte hon att skapa bland annat gobelänger och fick stora framgångar med sina vackra textila mönster, huvudsakligen i jugendstil. Till den här perioden hör hennes arbeten "biblioteksmöbel med påfåglar" och gobelängen "Skator". Bland beställarna fanns bland andra den tyska industrifamiljen Krupp. Hon gjorde mönsterritningar till möbeltyger, väggbonader, tapeter, mattor och även möbler. Hon var som formgivare nyskapande men hela tiden med rötter i gammal svensk slöjdtradition.
Giöbel är representerad vid Nationalmuseum i Stockholm.

## Vadstena-broderier
När Selma Giöbel 1907 återvände till Sverige bosatte hon sig i Vadstena. Hon öppnade en vävskola och en textilateljé och skapade här många av sina mest betydande arbeten. Bland annat finns på Ellen Keys Strand flossamattan ”Ombergs blommor”. 1908 startade hon tillsammans med M. Alvin affären Vadstena-broderier för broderade och sydda spetsar. På Konstindustriutställningen 1909, som kunde ses som en sammanfattning av då aktuellt konsthantverk, ställde hon ut gobelängen ”Vadstena klosterträdgård” och mattan ”Vätterns is”. Den senare köptes av Verner von Heidenstam. Mycket berömda blev de knypplade Vadstenaspetsarna, som utfördes i hennes textilateljé. 

## Engagemang
Selma Giöbel tillhörde grundarna av Handarbetets Vänner 1874, satt i dess styrelse fram till 1885, och verkade även som lärare där. Hon var Handarbetets Vänners representant vid världsutställningen i Paris 1878, där hon mottog en silvermedalj.  Hon blev 1885 en av grundarna till sällskapet Nya Idun. Giöbel satt i dess styrelse från starten 7 februari 1885 fram till 1895, när hon efterträddes av Anna Billing. Hon tillhörde 1887 grundarna av Kvinnoklubben. Giöbel engagerade sig också för kvinnlig rösträtt.

## Utmärkelser
Selma Giöbel tilldelades 1898 medaljen Illis Quorum.